# Blohm & Voss BV 141
El Blohm & Voss BV 141 era un avió de reconeixement fabricat pel fabricant alemany Blohm & Voss, que en el moment que es va dissenyar l'aeronau encara tenia el nom de Hamburger Flugzeugbau. Per això el nom original era Ha 141. Es va fer particularment conegut per la seva estructura asimètrica.

## Desenvolupament
El 1937, el ministeri de l'aire alemany, el Reichsluftfahrtministerium (RLM), va publicar una especificació per a un avió de reconeixement d'un sol motor amb característiques visuals òptimes. El contractista preferit va ser Arado amb l'Ar 198, però el prototip va resultar infructuós. El guanyador eventual va ser el Focke-Wulf Fw 189 Uhu; tot i que el seu disseny biplaça amb dos motors no coincidia amb els requisits demanats d'un avió amb un sol motor. Blohm & Voss (Hamburger Flugzeugbau), tot i que no van ser convidats a participar-hi, van presentar, com a iniciativa empresarial, al RLF el seu projecte. Una aeronau asimètrica, el BV 141.

## Disseny
La tripulació anava dins una gòndola al costat de l'estribord que s'assemblava força a la que es trobava a la Fw 189, i allotjava el pilot, l'observador i l'artiller posterior, mentre que el fuselatge del costat de babord conduïa allotjava el motor radial BMW 132N i continuava fins a la cua.
El pla posterior era simètric al principi, però a la versió 141B es va convertir en asimètric per millorar la visibilitat i el camp de tir de l'artiller posterior.

## Ús operacional
Es van produir tres prototips i un lot d'avaluació de cinc BV 141A, recolzats personalment per Ernst Udet, però el 4 d'abril de 1940 el RLM va decidir que estaven dotats poca potència. En el moment en què es van crear un lot de 12 BV 141B amb els motors més poderosos BMW 801, eren massa tard per avaluar-los, ja que RLM ja havia decidir posar el Fw 189 en producció. De fet, la necessitat urgent dels motors BMW 801 per utilitzar-los en els avions de caça Fw 190 va reduir la possibilitat que el BV 141B es produís en quantitat. Els avions produïts es van destinar a una unitat de reconeixement del Front oriental.